# Das Herz einer Frau
Das Herz einer Frau ist ein frühes österreichisches Farbfilmmelodram mit Musik, entstanden 1951 unter dem Protektorat der sowjetischen Besatzungsbehörden im Osten des Landes. Unter der Regie des deutschen Kinoveterans Georg Jacoby spielten Marianne Schönauer und Stefan Skodler die Hauptrollen.

## Handlung
Der Ingenieur Werner Stein ist seit einiger Zeit verwitwet und ist auch noch nicht bereit, sich nach einer neuen Frau umzuschauen. Sein Sohn, der kleine Konrad, sieht dies anders und findet, dass Vati unbedingt eine neue Frau braucht, ebenso sehr wie er gern eine neue Mutti hätte. Und so macht sich Klein-Konrad auf die Suche nach einer passenden Dame. In einem Wiener Café wird er fündig. Konrad sieht eine wunderschöne, junge, dunkelhaarige Dame und ist von Anbeginn begeistert: Die soll es werden und sonst keine! Mit kindlicher Unbekümmertheit spricht er die junge Frau namens Thea Moreno an und fragt, ob sie ihn nicht nach Hause begleiten möchte. Thea ist zwar ein wenig überrascht, erliegt aber schließlich dem kindlichen Charme des Jungen und folgt ihm, da sie das Ganze eher für einen kleinen Scherz hält und diese Sache amüsiert. 
Thea Moreno ist eine bekannte Operettensängerin und stellt sich, da sie nicht gleich alle Karten offen auf den Tisch legen möchte, dem ebenso überraschten Vater Konrads nicht unter diesem Künstlernamen vor, sondern unter ihrem bürgerlichen. In der Folgezeit entwickeln sich Gefühle zwischen den beiden Erwachsenen, und Thea beginnt den Bengel aufrichtig zu lieben. Es kommt jedoch zum Bruch, als Werner erfährt, wer Thea wirklich ist. Der Ingenieur unterstellt ihr nämlich, sie lasse sich auf das Waisenkind und ihn nur deshalb ein, weil sie sich damit für sich gute Werbung verspreche. Tief getroffen zieht sich die Künstlerin daraufhin von Vater und Sohn zurück. Aber der Junge lässt nicht locker, und so läuft Konrad der neuen „Mutti“ sogar bis auf die Theaterbühne nach. Alle Missverständnisse können geklärt werden, und aus den drei Protagonisten wird schließlich doch noch eine wirkliche Familie.

## Produktionsnotizen
Das Herz einer Frau entstand in den Wiener Rosenhügel-Ateliers sowie in Wien selbst. Die Uraufführung erfolgte am 17. August 1951 in der österreichischen Hauptstadt, eine deutsche Premiere gab es lediglich in Ostberlin am 9. Mai 1951. 
J. A. Vesely übernahm die Produktionsleitung. Julius von Borsody und Hans Rouc gestalteten die Filmbauten, Hill Reihs-Gromes die Kostüme. Karl Stanzl war Regieassistent. Es spielten die Wiener Symphoniker.
Filmeditor Josef Juvancic (1914–1979) durfte hier erstmals alleinverantwortlich einen Film schneiden.

## Wissenswertes
Die produzierende Nova-Film, ansässig im sowjetischen kontrollierten Teil Wiens, wurde als Gegenstück der 1946 gegründeten ostzonalen DEFA konstituiert und versuchte mit populären und weitgehend entideologisierten Leinwandstoffen wie dem Farbfilm Kind der Donau desselben Regisseurs den konkurrierenden Westproduktionen Paroli zu bieten.

## Kritiken
Der Spiegel spottete, bei dieser Produktion handele es sich um „einen Agfacolor-farbigen, volksdemokratisch gerötelten Revuefilm …“
Im Filmdienst heißt es: „Ein harmlos-naiver Unterhaltungsfilm nach gedanklicher Schablone; inszenatorisch eine seltsame Mischung aus süßlichem Kinderfilm, agfakolorierten Revueszenen und Kämpfen der Belegschaft eines Stahlwerkes gegen gewinnsüchtige Kapitalisten.“